# Arsène Lupin, dżentelmen włamywacz
Arsène Lupin, dżentelmen włamywacz (fr. Arsène Lupin, gentleman-cambrioleur) – zbiór opowiadań Maurice’a Leblanca opisujący przygody Arsène’a Lupina. Pierwsze opowiadanie z tego zbioru zostało opublikowane w lipcu 1905 roku w magazynie „Je sais tout”, po raz pierwszy ukazując postać Arsène’a Lupina. Sukces tego opowiadania zachęcił Maurice’a Leblanca do napisania kilku nowych historii. Zbiór został wydany 10 czerwca 1907 roku.
Serie wydawnicze
- Biblioteka Dzieł Wyborowych: Seria I (tom: 534;538)
- Klub Srebrnego Klucza (Iskry)
- Klasyka Kryminału (Biblioteka Bluszcza)
- Klasyka francuskiego kryminału (Wydawnictwo CM)

Cykle
- Arsène Lupin (tom: 1)

Inne wersje książki
- Wytworny włamywacz

## Opowiadania
Zbiór w oryginale zawiera następujące historie:
- L'Arrestation d’Arsène Lupin („Je sais tout” nr. 6, 15 lipca 1905)
- Arsène Lupin en prison (jako La Vie extraordinaire d’Arsène Lupin en prison; „Je sais tout” nr. 11, 15 grudnia 1905)
- L’Évasion d’Arsène Lupin (jako La Vie extraordinaire d’Arsène Lupin: L’Évasion d’Arsène Lupin; „Je sais tout” nr. 12, 15 stycznia 1906)
- Le Mystérieux voyageur (jako La Vie extraordinaire d’Arsène Lupin: Le Mystérieux Voyageur; „Je sais tout” nr. 13, 15 lutego 1906)
- Le Collier de la reine (jako La Vie extraordinaire d’Arsène Lupin: Le Collier de la reine; „Je sais tout” nr. 15, 15 kwietnia 1906)
- Le Coffre-fort de madame Imbert (jako La Vie extraordinaire d’Arsène Lupin: Le Coffre-fort de madame Imbert; „Je sais tout” nr. 16, 15 maja 1906)
- Sherlock Holmès arrive trop tard (jako La Vie extraordinaire d’Arsène Lupin: Sherlock Holmes arrive trop tard; „Je sais tout” nr. 17, 15 czerwca 1906)[a]
- La Perle noire (jako La Vie extraordinaire d’Arsène Lupin: La Perle noire; „Je sais tout” nr. 18, 15 lipca 1906)
- Le Sept de cœur (jako Comment j'ai connu Arsène Lupin: Le Sept de cœur; „Je sais tout” nr. 28, 15 maja 1907)

## Rozdziały wydania polskiego z 2009
Książka w tym wydaniu składa się z następujących rozdziałów:
1. Aresztowanie Arsène’a Lupin
2. Arsène Lupin w więzieniu
3. Ucieczka Arsène’a Lupin
4. Tajemniczy podróżny
5. Naszyjnik królowej
6. Siódemka kier
7. Sejf pani Imbert
8. Czarna perła
9. Herlock Sholmes przybywa za późno